# Хиландарске приче
„Хиландарске приче” је југословенска телевизијска серија снимљена 2005. године у продукцији Телевизије Београд.

## Улоге
| Глумац            | Улога   |
| ----------------- | ------- |
| Душан Миловановић | Наратор |

Комплетна ТВ екипа  ▼
| Редитељ              | Душан Миловановић   |             |
| Сценариста           | Душан Миловановић   |             |
| Сценариста           | Милутин Станковић   |             |
| Композитор           | Љубиша Срећковић    |             |
| Директор фотографије | Слободан Грче       |             |
| Директор фотографије | Живојин Лазић       |             |
| Директор фотографије | Зоран Синђелић      |             |
| Mонтажер             | Владислава Варнаи   |             |
| Одсек за звук        | Александар Марковић | тон мајстор |